# 今日もわれ大空にあり
『今日もわれ大空にあり』（きょうもわれおおぞらにあり）は、1964年2月29日に東宝の配給で公開された日本映画。併映は『社長』シリーズの1本である『続・社長紳士録』（監督：松林宗恵）。
航空自衛隊浜松基地を舞台に、それまでの主力要撃戦闘機F-86F セイバー（旭光）から、当時『最後の有人戦闘機』と謳われたF-104J/DJ スターファイター（栄光）への機種転換を控えたパイロット訓練生達と、赴任したきたばかりのベテラン教官の姿を描く。本作が酒井和歌子の東宝でのデビュー作である。

## あらすじ
航空自衛隊・浜松基地のF-86F飛行部隊「タイガー小隊」の新任飛行隊長・山崎は、赴任直後は反発を受けるものの、葛藤と交流の後、隊員達の支持を受けるようになる。しかし、ある訓練の過程で自分の体の故障を知り、新鋭機F-104への更新をあきらめ、地上勤務を苦悩の末、受け入れることとなった。山崎が飛行隊長として最後に選んだ任務はタイガー小隊全員を無事に千歳基地に赴任させることだった。だが、折悪く千歳基地周辺は暴風雨が吹き荒れ飛行コンディションとしては最悪の状況となった。はたして、移動任務は無事完了できるだろうか。

## スタッフ
- 監督：古澤憲吾
- 脚本：須崎勝弥
- 製作：田中友幸
- 音楽：広瀬健次郎

## キャスト
- 三橋達也：山崎二等空佐
- 佐藤允：三上一等空尉
- 夏木陽介：小村二等空尉
- 当銀長太郎：佐々二等空尉
- 稲垣隆：風間三等空尉
- 星由里子：有川由紀
- 新珠三千代：山崎かおる
- 酒井和歌子：山崎洋子
- 藤田進：佐久間司令
- 中丸忠雄：古川三等空尉
- 児玉清：佐藤空曹
- 田崎潤：白川司令
- 平田昭彦：瀧三等空佐
- 柳谷寛：平さん
- 堺左千夫：白バイ警官

## 主題歌
- 「今日もわれ大空にあり」 - 作詞：横井弘、作曲：広瀬健次郎、歌：金田星雄、ボニー・ジャックス
- 「空の男さ」 - 作詞：横井弘、作曲：広瀬健次郎、歌：小宮恵子、ボニー・ジャックス
  - 以上2曲をカップリングしたシングル盤がキングレコードから発売された。

## 解説
1960年に防衛庁の広報活動に関する訓令が出された後、史上初めて自衛隊協力映画として制作された。航空自衛隊戦技研究班「ブルーインパルス」の空撮協力もあって、撮影当時の訓練風景や航空自衛隊の様子を窺い知る貴重な映像となっていると共に、航空機動による意識喪失の危険を東宝の特撮技術を交えて表現している。ミニチュア特撮ではない現役のジェット戦闘機の映像が見られるとして話題になった。佐藤充は、パイロットスーツなどの装備も本物を用いたため、重くて装着するのにも苦労したと語っている。
撮影は、ブルーインパルスの拠点である浜松基地で1ヶ月に渡り行われた。夏木陽介は、千歳基地への送迎にダグラス DC-3であったと証言している。
本作の撮影協力のお礼として、東宝映画美術部の沼田和幸が「ブルーインパルス」の塗装案をデザインし、1963年10月より使用機のF-86Fセイバーの塗装として正式採用された。
本作の飛行シーンの一部は、次作『続・若い季節』や、1967年公開の『日本一の男の中の男』といった古澤作品にインサートされている。
次のプログラムは、『続・若い季節』と『こんにちは赤ちゃん』（監督：松林宗恵）の2本立て。同じ監督同士の作品が連続するのは、本来上映されるはずだった『無責任遊侠伝』（主演：植木等、監督：杉江敏男）の植木等の病気による延期のためとはいえ、プログラムピクチャー時代では珍しい。